# Eric Heinze
Eric Heinze (...) è un giurista britannico è Professore di Law and Humanities presso la Facoltà di Giurisprudenza della Queen Mary University of London. Ha offerto un contributo significativo nei settori della filosofia del diritto, della teoria della giustizia, della teoria del diritto e dei diritti umani. Ha inoltre contribuito al movimento law and literature.

## Teoria sociale e giuridica
In Coming Clean: The Rise of Critical Theory and the Future of the Left, Eric Heinze sostiene che il mondo progressista si sia concentrato su una lettura critica della storia occidentale, ma non abbia dedicato la stessa attenzione e non abbia applicato lo stesso metodo critico alle diverse storie della sinistra stessa. In un'intervista alla National Public Radio, Heinze ha affermato che il suo obiettivo non era quello di “definire” in astratto cosa sia la sinistra, bensì quello di individuare le “correnti dominanti” che l’hanno guidata nella politica e nell’attivismo. Sul New York Post ha scritto che la sinistra deve cambiare quella che spesso viene definita la sua “politica della memoria”. Un editorialista dell'Irish Times ha chiesto se Heinze potesse essere accusato di Whataboutery, in quanto secondo lui enfatizzerebbe le atrocità della sinistra per distogliere l’attenzione da quelle della destra. Secondo una recensione pubblicata sul quotidiano danese Berlingske, Heinze non sostiene che “i progressisti debbano smettere di fare teoria critica, o abbandonare le politiche di diversity, la teoria queer o il femminismo”, ma piuttosto che essi debbano trovare “un nuovo modo per farlo”. 
In The Concept of Injustice, Heinze esamina quello che definisce lo stile “classico” della teoria della giustizia, che va da Platone a Rawls. Secondo Heinze, i teorici classici della giustizia partono dalle nozioni di "ingiustizia" dando per scontato che “giustizia” e “ingiustizia” siano opposti logici. Per Heinze, “ingiustizia”, nelle lingue occidentali sia antiche che moderne, è invece un mero accidente etimologico. “Giustizia” e “ingiustizia” appaiono sì come opposti all’interno di contesti convenzionali, già predefiniti, nei quali determinate norme sono assunte acriticamente. Al di fuori di tali presupposti, tuttavia, il rapporto tra i due termini diventa molto più complesso. 
Per superare tale errore ricorrente, Heinze propone una nozione di teoria della giustizia “post-classica”, utilizzando testi letterari come modelli. Questo progetto si pone in scia con le pubblicazioni precedenti di Heinze nell’ambito  della Law & Literature In un articolo  pubblicato sulla rivista Law & Critique, la studiosa femminista Adrian Howe esamina come Heinze abbia offerto letture alternative di William Shakespeare attraverso un approccio innovativo della teoria critica. Citando l'esempio di La commedia degli errori, Howe spiega come, fino al XX secolo, gli studiosi spesso pensassero che Shakespeare non avrebbe cercato di trasmettere una seria critica socio-giuridica in un'opera apparentemente frivola. Secondo Howe, Heinze scopre una “serie di dualismi socio-giuridici: padrone-servo, marito-moglie, nativo-straniero, genitore-figlio, monarca-parlamento, acquirente-venditore. La commedia, sostiene [Heinze], utilizza i concetti di 'comicità' ed ‘errore’ per riflettere le problematiche relazioni socio-giuridiche basate su modelli tradizionali ma in evoluzione di dominio e subordinazione socio-giuridica".  Howe aggiunge che, secondo l'interpretazione di Heinze, "è il punto di vista dell'uomo privilegiato ad essere messo in discussione nell'opera teatrale." In The Concept of Injustice, Heinze approfondisce questi temi. Egli esamina le teorie classiche della giustizia, da Platone a Rawls, mettendo in discussione le loro ipotesi di un'opposizione apparentemente logica tra i concetti di “giustizia” e “ingiustizia”.

## Libertà di espressione
Nel campo dei diritti umani, Heinze ha spesso contestato le restrizioni alla libertà di espressione imposte dall'Europa occidentale, incarnate nei cosiddetti divieti di “incitamento all'odio” (divieto di hate speech). Heinze sostiene che una democrazia moderna disponga di mezzi più efficaci e legittimi per combattere l'intolleranza sociale, senza dover limitare la libertà di espressione nella sfera pubblica.  Secondo l'esperto di libertà di espressione Eric Barendt, Heinze individua nei divieti di incitamento all'odio ulteriori problemi di coerenza. Barendt scrive che i divieti, secondo la critica di Heinze, “sono spesso giustificati come necessari per prevenire la discriminazione nei confronti dei gruppi presi di mira, gruppi razziali o di altro tipo. Ma in realtà essi stessi discriminano tra i gruppi protetti dalle leggi sull'incitamento all'odio (gruppi razziali, etnici, religiosi e omosessuali) e quelli lasciati senza protezione (altri gruppi culturali, i disabili fisici e mentali, i transessuali)”. 
Nel suo libro Hate Speech and Democratic Citizenship, Heinze esamina i dibattiti in corso sulla legalità dei discorsi pericolosi, provocatori o offensivi. Egli ammette che alcune democrazie potrebbero essere talmente fragili da richiedere dei divieti, ma una democrazia che abbia superato una soglia ben definita, tale da diventare quella che Heinze definisce una “democrazia stabile, prospera e di lunga data” (‘longstanding, stable and prosperous democracy’ - LSPD)  può legittimamente limitare l'espressione nel dibattito pubblico solo sulla base di criteri ‘selettivi’ e secondo criteri indipendenti e verificabili di uno “stato di eccezione” che costituisca un'emergenza di sicurezza nazionale.
Heinze riconosce che l'incitamento all'odio ha condotto alla violenza in Ruanda, nella Repubblica di Weimar tedesca, nella Jugoslavia immediatamente dopo la Guerra Fredda e in altre democrazie più deboli. Nessuna di queste, osserva Heinze, era una “democrazia stabile, prospera e di lunga data” (LSPD). Le democrazie mature, al contrario, dispongono di mezzi legittimi e più efficaci per combattere la violenza e la discriminazione senza dover punire le persone che sostengono opinioni provocatorie.  Secondo Lesley Abdela, "al centro del modello LSPD, si può dimostrare che gli Stati democratici occidentali hanno assunto posizioni  di tipo morale e simbolico - non sempre perfette o prive di contraddizioni - ma certamente in modo significativo e non solo in via astratta. Misure quali leggi contro la discriminazione, istruzione primaria pluralista (e divieti di stalking, molestie o “parole offensive” rivolte a singoli individui) esprimono i messaggi morali e simbolici dello Stato contro l'intolleranza o la violenza". 
In The Most Human Right: Why Free Speech Is Everything, Heinze sostiene che i diritti umani riconosciuti a livello internazionale sono crollati in parte a causa dell'incapacità delle istituzioni di distinguere tra “human rights” e “human goods”. Heinze sostiene che molte tradizioni nel corso della storia hanno riconosciuto i beni umani essenziali, quindi se gli “human rights” devono svolgere un ruolo distinto, devono fare qualcosa di più che limitarsi a ribadire gli “human good”. Esaminando attentamente il concetto di diritto, Heinze sostiene che solo attraverso la libertà di parola i beni umani possono diventare oggetto dei diritti umani, il che porta alla conclusione che al di fuori della democrazia il concetto di “human rights” non ha senso e, nella migliore delle ipotesi, si riduce semplicemente a un concetto di “human goods”. 
Nella sua rubrica periodica 'Unthinkable' sull'Irish Times, il giornalista Joe Humphreys riassume così l'argomentazione di Heinze: “Se non esiste un contesto sufficientemente democratico, ciò che si cerca come "diritto" è semplicemente un "bene", qualcosa di desiderabile che un governo può o meno fornire”.  Recensendo il libro per il sito svedese Dixicon, l'esperto internazionale di diritti umani Hans Ingvar Roth aggiunge: "non è una coincidenza che molti leader autoritari nel corso della storia si siano sempre concentrati prima su quel diritto prima di iniziare a minacciare anche gli altri".

## Sessualità nel contesto dei diritti umani
Heinze ha scritto anche sui problemi legati alla sessualità nel contesto dei diritti umani. James M. Donovan ha riassunto  alcune delle critiche di Heinze alle organizzazioni internazionali. Donovan osserva che, secondo l’opinione di Heinze, “la mancata inclusione dell’orientamento sessuale all’interno dell’agenda sui diritti umani delle Nazioni Unite, alla fine del XX secolo, ha comportato non solo l’esclusione dell’orientamento sessuale, ma anche una sua ulteriore mistificazione, che è stata utilizzata per giustificarne la sua continuata esclusione.  Secondo Jennifer Wilson,  la prospettiva di Heinze spiega, in particolare, “l’esclusione delle persone transgender dalle leggi anti-discriminazione”.  Lo storico delle religioni norvegese Dag Øistein Endsjø sostiene che, per Heinze, l’assenza di qualsivoglia riferimento specifico all’orientamento o identità sessuale nei primi strumenti di diritto internazionale sui diritti umani “non significa che i diritti fondamentali [delle minoranze sessuali] siano esclusi dalla protezione di queste convenzioni”.  Simon Obendorf ritiene  che “i diritti degli omossessuali sono in effetti degni di protezione da parte del diritto internazionale”,  ma mette in discussione “gli appelli di Eric Heinze per uno strumento basato su un trattato al fine di codificare e far applicare i principi di non discriminazione sulla base dell’orientamento sessuale nel diritto internazionale”.  Obendorf contesta  il concetto di “minoranze sessuali” che Heinze, nel suo libro Sexual Orientation: A Human Right, definisce come “persone il cui orientamento sessuale si discosta dalla norma dominante dell’eterosessualità”.  Susan Sterett mette in luce  la visione di Heinze su identità e orientamenti sessuali come fluidi e contingenti.  Heinze, secondo Sterett, “mappa il dibattito sull’orientamento sessuale su forme di sapere postmoderne, che enfatizzano la frammentazione del soggetto legale”.  Conway Blake e Philip Dayle esplorano ulteriormente  la visione di Heinze "secondo cui le minoranze sessuali sono diventate pedine di quello che [Heinze] chiama il 'gioco della sensibilità' internazionale.  Blake e Dayle continuano:
In questo gioco, i regimi post-coloniali rafforzano la loro autorità interna promuovendo compagne nazionaliste basate su idee sulla sessualità che dipingono gli orientamenti sessuali minoritari come manifestazioni della decadenza occidentale. La resistenza ad ogni programma di tolleranza nei confronti dell’omosessualità viene presentata come bassata su ‘antiche’ e ‘indigene’ tradizioni. Heinze osserva, inoltre, la tendenza degli stati occidentali a dimostrare con zelo che loro non stanno imponendo un’agenda del ‘primo mondo’ sulle società ‘tradizionali’.  Di conseguenza, si è creata un'auto-censurante astensione dal mettere in discussione gli Stati del sud, come forma di deferenza alle credenze culturali indigene. In breve, Heinze lamenta il fatto che molti stati occidentali sono stati disposti a tollerare relatività dei diritti umani nel contesto della sessualità.

## Politica dei diritti umani internazionali
Le critiche di Heinze al diritto e alle istituzioni internazionali hanno spaziato anche oltre i temi della libertà di espressione e della discriminazione sulla base della propria sessualità. In altri scritti, egli esamina come le organizzazioni inter-governative e non-governative siano diventate politicizzate, così mancando di aderire ai loro professati mandati. Secondo Rosa Freedman, Heinze spiega come gli stati membri del Consiglio per i diritti umani delle Nazioni Unite, così come del suo predecessore, la Commissione per i Diritti Umani dell'ONU, abbiano usato il voto di blocco per garantire una radicata e sistemica “marginalizzazione” dell’attenzione lontano dalle situazioni più gravi in tema di diritti umani. 
Contrariamente agli Autori che sostengono approcci politici graduali e di compromesso, Heinze ritiene che il criterio della universale applicazione imparziale di norme e standard inerisca necessariamente ad ogni concetto di diritto umano.  Avvisa, inoltre, che, dal momento che i diritti umani sono progettati per applicarsi universalmente a tutti gli stati, indipendentemente dal loro sistema politico, per definizione non soddisfano mai completamente i requisiti necessari di uno stato democratico. 
In The Most Human Right Heinze argomenta che il concetto di diritti umani è diventato così diluito nel diritto e nelle organizzazioni internazionali che contiene poco, se non nessun, significato. Heinze ritiene che i governi e le organizzazioni internazionali non siano riuscire a distinguere adeguatamente tra il concetto di "human rights" e quello di "human goods". Diverse cose sono un bene, come non essere torturati, o avere accesso ad abbastanza cibo, ma questi sono beni ("goods") che si manifestano come oggetti dei diritti umani solo quando i cittadini sono sufficientemente liberi di lottare per essi apertamente e candidamente, con ampie possibilità di criticare i propri governi. Altrimenti, ciò che ci resta è, nella migliore delle ipotesi, nient’altro che regimi manageriali di diritti umani monopolizzati dagli stati, cosa che, secondo Heinze, è l’esatto opposto dei regimi di diritti umani orientati dai cittadini. 

## Carriera
Dopo aver conseguito Licence e Maîtrise presso l'Università di Parigi, Heinze si è iscritto come borsista DAAD alla Freie Universität di Berlino. Ha ricevuto un Juris Doctor dalla Harvard Law School e, dopo un Programma Fulbright presso l'Università di Utrecht, ha completato un Doctorate in Law presso l'Università di Leida.
Altri riconoscimenti ottenuti da Heinze includono finanziamenti dalla Nuffield Foundation; una borsa di studio Chateaubriand  (Ministero dell'Istruzione francese); una borsa di studio Sheldon (Harvard Law School); un finanziamento Andres Public Interest (Harvard Law School); e una borsa di studio C. Clyde Ferguson Human Rights (Harvard Law School). 
Prima della sua nomina all'Università di Londra, Heinze ha svolto attività per la Commissione internazionale dei giuristi a Ginevra e per il Tribunale amministrativo delle Nazioni Unite a New York. Heinze ha inoltre prestato consulenze ad alcune organizzazioni per i diritti umani, quali Amnesty International, Liberty e il Media Diversity Institute. Fa anche parte del comitato editoriale di The International Journal of Human Rights, e fa parte dei comitati scientifici di Rivista Italiana di Filosofia Politica (dal 2021 ad oggi), Heliopolis: Culture Civiltà Politica (dal 2020 ad oggi) e University of Bologna Law Review (dal 2018 ad oggi).

## Pubblicazioni
Heinze è autore di numerosi libri su teoria e filosofia del diritto, tra cui:
- Sexual Orientation: A Human Right (Kluwer 1995) (traduzione russa, Idea Press Moscow 2004)
- Of Innocence and Autonomy: Children, Sex and Human Rights (editor, Ashgate 2000 / Routledge 2017)
- The Logic of Liberal Rights (Routledge 2003 / Routledge 2017)
- The Logic of Equality (Ashgate 2003 / Routledge 2017) [43]
- The Logic of Constitutional Rights (Ashgate 2005 / Routledge 2017)
- The Concept of Injustice (Routledge 2013)
- Hate Speech and Democratic Citizenship (Oxford University Press 2016)
- The Most Human Right: Why Free Speech is Everything (The MIT Press, 2022)
- Coming Cleamknlknlnn: The Rise of Critical Theory and the Future of the Left (The MIT Press, 2025)